# Делевич, Милан
Милан Делевич (серб. Milan Delević; 23 февраля 1998, Дуйсбург) — сербский и немецкий футболист, центральный защитник клуба «Пайде».

## Биография
Воспитанник немецкого футбола, занимался в школах клубов «БФ 04 Дюссельдорф» и «Край», а в сезоне 2017/18 играл за «Край» на взрослом уровне в региональной лиге Нижнего Рейна.
В 2019 году перебрался в Сербию. С февраля 2021 года играл в первой лиге за клуб «Жарково». Летом 2022 года перешёл в клуб Суперлиги «Колубара», но не пробился в основу и спустя месяц был отдан в аренду в клуб первой лиги «Лозница». В начале 2023 года перешёл в «ИМТ Нови Београд», с которым в сезоне 2022/23 стал победителем первой лиги и следующий сезон провёл в Суперлиге, сыграв там 21 матч. Дебютировал в высшем дивизионе 29 июля 2023 года в матче против «Спартака» Суботица.
Летом 2024 года перешёл в эстонский клуб «Пайде». Дебютировал в чемпионате Эстонии 21 июля 2024 года в матче против таллинского «Калева» и в этой же игре забил свой первый гол. Также выступал за «Пайде» в Лиге конференций, сыграл 6 матчей.